# Panzerregiment 35
Het Panzerregiment 35 was een Duits tankregiment van de Wehrmacht tijdens de Tweede Wereldoorlog.

## Krijgsgeschiedenis

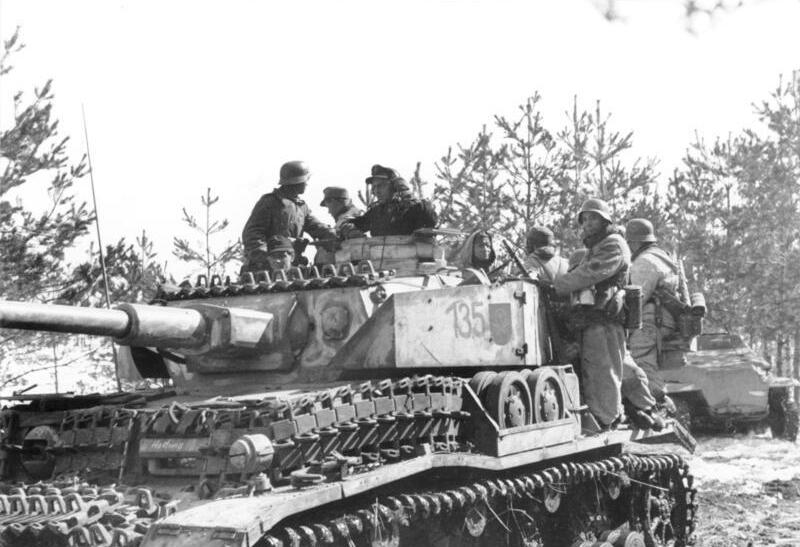
Panzer IV van het regiment in Rusland, 21 maart 1944

Panzerregiment 35 werd opgericht op 1 november 1938  in Bamberg in Wehrkreis XIII. Als basis dienden delen van de Panzerregimenten 1, 2, 7 en 25 en van de Pz.Jäg.Abt.en 5, 9 en 25.
Het regiment maakte bij oprichting deel uit van de 4e Pantserdivisie en bleef dat gedurende zijn hele bestaan.
Het regiment vond zijn einde (met de resten van de divisie) op de Frische Nehrung bij de capitulatie van Duitsland op 8 mei 1945.

## Samenstelling bij mobilisering
- I. Abteilung met 3 compagnieën (1, 2, 4)
- II. Abteilung met 4 compagnieën (5, 6, 8)

## Wijzigingen in samenstelling
Op 13 april 1940 werd de 1e compagnie afgegeven aan Pz.Abt. 40, die vervolgens werd vervangen door een 3e compagnie.

In het voorjaar van 1942 werd de II.Abteilung afgegeven aan Panzerregiment 15 en werd daar III./Pz.Rgt. 15. Daarmee bleef alleen een I. Abteilung over, met 4 compagnieën.

De regimentsstaf werd op 8 juni 1943 omgedoopt tot staf Schweres Panzerjäger-Regiment 656. Op 16 december 1943 werd dat regiment opgeheven en staf kwam terug naar het panzerregiment.

Op 15 juni 1944 was de II. Abteilung weer terug, doordat III./Pz.Rgt. 15 weer terug overgenomen werd. Op 13 mei 1944 wisselden de I. en II. Abteilung van naam, dus II. Abteilung kwam terug als I. Abteilung (!).

In november 1944 werd de 7e compagnie opgeheven en de 8e compagnie werd uitgerust met Jagdpanzer IV.

Op 24 maart 1945 werd de staf van het regiment opgeheven, de resten van de staf gingen naar de Verzorgingscompagnie van I./Pz.reg.35.

## Opmerkingen over schrijfwijze
- Abteilung is in dit geval in het Nederlands een tankbataljon.
- II./Pz.Rgt. 35 = het 2e Tankbataljon van Panzerregiment 35

## Commandanten
| Rang                                          | Naam                                         | Begin            | Eind             |
| --------------------------------------------- | -------------------------------------------- | ---------------- | ---------------- |
| Oberstleutnant Oberst (vanaf 1 augustus 1940) | Heinrich Eberbach                            | 1 november 1938  | 26 juli 1941     |
| Oberstleutnant                                | Wagner                                       | 26 juli 1941     | 31 augustus 1941 |
| Oberst                                        | Dr. Ing. Herbert Olbrich                     | 1 september 1941 | 30 oktober 1941  |
| Oberstleutnant                                | Wilhelm Hochbaum                             | 1 november 1941  | 31 januari 1942  |
| Oberst                                        | Hermann von Oppeln-Bronikowski               | 1 februari 1942  | 31 oktober 1942  |
| Oberstleutnant                                | Freiherr Wilhelm-Ernst Gedult von Jungenfeld | 1 november 1942  | 8 juni 1943      |
| Oberstleutnant Oberst (vanaf 1 februari 1944) | Freiherr Wilhelm-Ernst Gedult von Jungenfeld | 16 december 1943 | 28 februari 1944 |
| Oberst                                        | Hans Christern                               | 1 maart 1944     | 24 maart 1945    |

Panzerregiment 1 · Panzerregiment 2 · Panzerregiment 3 · Panzerregiment 4 · Panzerregiment 5 · Panzerregiment 6 · Panzerregiment 7 · Panzerregiment 8 · Panzerregiment 9 · Panzerregiment 10 · Panzerregiment 11 · Panzerregiment 15 · Panzerregiment 16 · Panzerregiment 17 · Panzerregiment 18 · Panzerregiment 21 · Panzerregiment 22 · Panzerregiment 23 · Panzerregiment 24 · Panzerregiment 25 · Panzerregiment 26 · Panzerregiment 27 · Panzerregiment 28 · Panzerregiment 29 · Panzerregiment 31 · Panzerregiment 33  · Panzerregiment 35 · Panzerregiment 36 · Panzerregiment 39 · Panzerregiment 69 · Panzerregiment 80 · Panzerregiment 100 · Panzerregiment 101 · Panzerregiment 102 · Panzerregiment 116 · Panzerregiment 118 · Panzer-Lehr-Regiment 130 · Panzerregiment 201 · Panzerregiment 202 · Panzerregiment 203 · Panzerregiment 204 · Schweres Panzer-Regiment Bäke · Panzerregiment Brandenburg · Panzerregiment Coburg · Panzerregiment Feldherrnhalle · Panzerregiment Feldherrnhalle 2 · Panzerregiment Hermann Göring · Panzerregiment Großdeutschland · Panzerregiment Kurmark · Panzerregiment von Lauchert · Panzerregiment Major Rettemeier · Fallschirm-Panzerregiment 1 · Fallschirm-Panzerregiment 21 · SS-Panzerregiment 1 LSSAH · SS-Panzerregiment 2 · SS-Panzerregiment 3 · SS-Panzerregiment 5 · SS-Panzerregiment 9 · SS-Panzerregiment 10 · SS-Panzerregiment 11 · SS-Panzerregiment 12